# 王新军 (演员)
王新军（1971年6月16日—），男，甘肃兰州人，中国大陆演员。毕业于北京电影学院表演系本科。代表作《黄河绝恋》、《历史的天空》。

## 主要作品
- 《黄河绝恋》饰 黑子
- 《三国》饰 魏延
- 《建党伟业》饰 許崇智
- 《武松》饰 方腊
- 《垂直打击》饰 杨亿
- 《搭错车》饰 刘之光
- 《奠基者》饰 杨军旗
- 《历史的天空》饰 窦玉泉
- 《白鹿原》饰 毕政委
- 《河山》饰 卫大河
- 《大山的女儿》饰 周六猛